# Championnat d'Espagne féminin de football de deuxième division 2025-2026
Navigation
Édition précédente Édition suivante
La saison 2025-2026 de Primera Federación FutFem est la 25e édition de la deuxième division féminine espagnole et la 4e sous l'appellation Primera Federación FutFem. La compétition, organisée par la RFEF, débute en septembre 2025 et s'achève en mai 2026.
En fin de saison, le premier du classement est promu en Liga F alors que les équipes classés entre la 2e et la 5e place disputent les barrages pour déterminer la deuxième équipe promue. En bas de classement, les quatre derniers sont relégués et remplacés par les quatre meilleurs formations de Segunda Federación FutFem.
Puisque des équipes réserves participent au championnat, certaines règles spécifiques s'appliquent. Ainsi, si elles terminent à une position promouvable, cette place est attribuée à la première équipe non-promuvable. En revanche, si leur équipe première est reléguée en deuxième division, elles sont automatiquement reléguées, quel que soit leur classement final.

## Participants
Un total de quatorze équipes participent au championnat, neuf d'entre elles étant déjà présentes la saison dernière, auxquelles s'ajoutent deux relégués de Liga F et trois promus de Segunda Federación FutFem.
| \| AEM Alavés Atl. Madrid B Barcelone B Betis Cacereño Europa Albacete Osasuna Oviedo R. Madrid B Tenerife B Valence Villarreal \| Localisation des clubs engagés. |
| AEM Alavés Atl. Madrid B Barcelone B Betis Cacereño Europa Albacete Osasuna Oviedo R. Madrid B Tenerife B Valence Villarreal                                       |

| Club                 | En D2 depuis | Provenance                | Classement 2024-2025  | Entraîneur      | Depuis | Stade                       | Capacité théorique |
| -------------------- | ------------ | ------------------------- | --------------------- | --------------- | ------ | --------------------------- | ------------------ |
| Real Betis           | 2025         | Liga F                    | 15e (Liga F)          | Juan Rojo       | 2025   | Luis del Sol                | 1 300              |
| Valence CF           | 2025         | Liga F                    | 16e (Liga F)          | Mikel Crespo    | 2025   | Antonio Puchades            | 3 000              |
| Deportivo Alavés     | 2023         | Liga F                    | 2e                    | Andrea Esteban  | 2023   | José Luis Compańón          | 2 500              |
| SE AEM               | 2013         | —                         | 3e                    | Joan Bacardit   | 2025   | Camp Municipal Recasens     | 1 000              |
| CP Cacereño          | 2008         | —                         | 5e                    | Ernesto Sánchez | 2011   | Manuel Sánchez Delgado      | 4 000              |
| CA Osasuna           | 2017         | Regional Femenina         | 6e                    | Josu Domínguez  | 2023   | Tajonar                     | 1 000              |
| Real Madrid B        | 2024         | Segunda Federación FutFem | 7e                    | David Fernández | 2021   | Ciudad Real Madrid          | 1 000              |
| FC Barcelone B       | 2008         | Primera Catalana          | 8e                    | Òscar Belis     | 2021   | Joan Gamper                 | 1 400              |
| Fundación Albacete   | 2019         | Liga Iberdrola            | 9e                    | Virgy García    | 2025   | Andrés Iniesta              | 3 000              |
| Villarreal CF        | 2024         | Liga F                    | 10e                   | Jordi Ferriols  | 2025   | José Manuel Llaneza         | 3 500              |
| Atlético de Madrid B | 2023         | Segunda Federación FutFem | 10e                   | Lydia Vizcaíno  | 2024   | Alcalá de Henares           | 2 685              |
| CE Europa            | 2025         | Segunda Federación FutFem | 1er du gpe. Nord (SF) | Nany Haces      | 2024   | Nou Sardenya                | 4 000              |
| CD Tenerife B        | 2025         | Segunda Federación FutFem | 1er du gpe. Sud (SF)  | vacant          | 2025   | Javier Pérez                | 1 632              |
| Real Oviedo          | 2025         | Segunda Federación FutFem | 2e du gpe. Nord (SF)  | Andrea Suárez   | 2023   | José Ramón Suarez Fernández | 2 500              |

1. 1 2  Ces équipes rejoignent la deuxième division dès leur création, depuis elles n'ont jamais connu de promotion ou de relégation.

Légende des couleurs
- Relégué de Liga F 2024-2025
- Promu de Segunda Federación FutFem 2024-2025

### Relégations et promotions en début de saison
Équipes reléguées de Liga F
Le 11 mai 2025, le Real Betis, après sa défaite 0-9 contre le FC Barcelone, et le Valence CF, après son nul 1-1 contre le FC Levante Badalona, sont relégués en deuxième division après respectivement 9 et 18 saisons passés dans l'élite.
Équipes promues en Liga F
Le 27 avril 2025, l'Alhama CF est la première équipe promue en Liga F, après son nul 1-1 contre le SE AEM lors de la dernière journée, retrouvant l'élite après 2 ans d'absence. Le 25 mai 2025, le DUX Logroño retrouve l'élite après sa victoire en finale des barrages contre le CP Cacereño sur le score de 3-1 au retour, après avoir gagné 0-3 à l'aller, et fait son retour après 4 ans d'absence.
Équipes reléguées en Segunda Federación FutFem
Le 16 mars 2025, le Sporting de Huelva est relégué en troisième division, sa deuxième relégation consécutive, pour la première fois de son histoire, après sa défaite 1-0 contre le Deportivo Alavés. Il est rejoint, le 22 mars 2025, par le CD Getafe, après sa défaite 1-0 contre l'Atlético de Madrid B, retrouvant immédiatement la troisième division. Le 27 avril 2025, le Baleares FC retrouve immédiatement l'échelon inférieure malgré sa victoire 4-1 contre le Sporting de Huelva, du fait de la victoire 3-2, dans les derniers instants, du Villarreal CF contre la Fundación Albacete.
Équipes promues de Segunda Federación FutFem
Le 19 avril 2025, la Fundación CD Tenerife est promue en deuxième division, après sa victoire 4-1 contre le Levante UD B, pour la première fois de son histoire. Le 3 mai 2025, le CE Europa est promu, à son tour, après sa victoire sur la plus petite des marges contre le Real Avilés, lors de la dernière journée, 1 an après l'avoir quittée. La dernière équipe promue est le Real Oviedo, après sa victoire 3-2 aux tirs au but contre l'UD Tenerife B, le 18 mai 2025, lors des barrages, après deux matches nuls 2-2 et 1-1, retrouvant l'antichambre de la Liga F, 2 ans après sa relégation.

## Compétition

### Classement
Le classement est établi sur le barème de points classique (victoire à 3 points, match nul à 1, défaite à 0).
Pour départager les égalités, on tient d'abord compte des points en confrontations directes, puis de la différence de buts en confrontations directes, puis de la différence de buts générale, puis du nombre de buts marqués et enfin du nombre de points de fair-play, et enfin si l'égalité persiste les équipes à égalités doivent se départager au cours d'un ou plusieurs matchs d'appui disputés sur terrain neutre.
| Rang | Équipe               | Pts | J | G | N | P | Bp | Bc | Diff |
| ---- | -------------------- | --- | - | - | - | - | -- | -- | ---- |
| 1    | SE AEM               | 0   | 0 | 0 | 0 | 0 | 0  | 0  | 0    |
| 2    | Deportivo Alavés     | 0   | 0 | 0 | 0 | 0 | 0  | 0  | 0    |
| 3    | Atlético de Madrid B | 0   | 0 | 0 | 0 | 0 | 0  | 0  | 0    |
| 4    | FC Barcelone B       | 0   | 0 | 0 | 0 | 0 | 0  | 0  | 0    |
| 5    | Real Betis R         | 0   | 0 | 0 | 0 | 0 | 0  | 0  | 0    |
| 6    | CP Cacereño          | 0   | 0 | 0 | 0 | 0 | 0  | 0  | 0    |
| 7    | CE Europa P          | 0   | 0 | 0 | 0 | 0 | 0  | 0  | 0    |
| 8    | Fundación Albacete   | 0   | 0 | 0 | 0 | 0 | 0  | 0  | 0    |
| 9    | CA Osasuna           | 0   | 0 | 0 | 0 | 0 | 0  | 0  | 0    |
| 10   | Real Oviedo P        | 0   | 0 | 0 | 0 | 0 | 0  | 0  | 0    |
| 11   | Real Madrid B        | 0   | 0 | 0 | 0 | 0 | 0  | 0  | 0    |
| 12   | CD Tenerife B P      | 0   | 0 | 0 | 0 | 0 | 0  | 0  | 0    |
| 13   | Valence CF R         | 0   | 0 | 0 | 0 | 0 | 0  | 0  | 0    |
| 14   | Villarreal CF        | 0   | 0 | 0 | 0 | 0 | 0  | 0  | 0    |

Promotion
- 1er : promotion en Liga F
- 2e au 5e : qualification pour les barrages de promotion

Relégation
- 11e au 14e : relégation en Segunda Federación FutFem

Abréviations
- PO : Vainqueur des barrages de promotion
- R : Relégués de Liga F 2024-2025
- P : Promus de Segunda Federación FutFem 2024-2025

### Résultats
| Résultats (▼dom., ►ext.)                                   | AEM | ALA | ATM | BAR | BET | CAC | EUR | FUN | OSA | OVI | RMA | TEN | VAL | VIL |
| SE AEM                                                     |     | -   | -   | -   | -   | -   | -   | -   | -   | -   | -   | -   | -   | -   |
| Deportivo Alavés                                           | -   |     | -   | -   | -   | -   | -   | -   | -   | -   | -   | -   | -   | -   |
| Atlético de Madrid B                                       | -   | -   |     | -   | -   | -   | -   | -   | -   | -   | -   | -   | -   | -   |
| FC Barcelone B                                             | -   | -   | -   |     | -   | -   | -   | -   | -   | -   | -   | -   | -   | -   |
| Real Betis                                                 | -   | -   | -   | -   |     | -   | -   | -   | -   | -   | -   | -   | -   | -   |
| CP Cacereño                                                | -   | -   | -   | -   | -   |     | -   | -   | -   | -   | -   | -   | -   | -   |
| CE Europa                                                  | -   | -   | -   | -   | -   | -   |     | -   | -   | -   | -   | -   | -   | -   |
| Fundación Albacete                                         | -   | -   | -   | -   | -   | -   | -   |     | -   | -   | -   | -   | -   | -   |
| CA Osasuna                                                 | -   | -   | -   | -   | -   | -   | -   | -   |     | -   | -   | -   | -   | -   |
| Real Oviedo                                                | -   | -   | -   | -   | -   | -   | -   | -   | -   |     | -   | -   | -   | -   |
| Real Madrid B                                              | -   | -   | -   | -   | -   | -   | -   | -   | -   | -   |     | -   | -   | -   |
| CD Tenerife B                                              | -   | -   | -   | -   | -   | -   | -   | -   | -   | -   | -   |     | -   | -   |
| Valence CF                                                 | -   | -   | -   | -   | -   | -   | -   | -   | -   | -   | -   | -   |     | -   |
| Villarreal CF                                              | -   | -   | -   | -   | -   | -   | -   | -   | -   | -   | -   | -   | -   |     |
| - Victoire à domicile - Match nul - Victoire à l'extérieur |     |     |     |     |     |     |     |     |     |     |     |     |     |     |

### Barrages de promotion
Les équipes classées entre la 2e et la 5e prennent part aux barrages en match aller-retour. Le 2e affronte le 5e tandis que le 3e affronte le 4e. En cas d'égalité, l'équipe la mieux classée est la gagnante. Le vainqueur des barrages obtient une place en Liga F la saison prochaine.
|  | Demi-finales | Demi-finales | Demi-finales | Demi-finales |   |   | Finale   | Finale   | Finale   | Finale   |
|  |              |              |              |              |   |   |          |          |          |          |
|  | mai 2026     | mai 2026     | mai 2026     | mai 2026     |   |   | mai 2026 | mai 2026 | mai 2026 | mai 2026 |
|  | 5            | 0            | 0            | 0            |   |   | mai 2026 | mai 2026 | mai 2026 | mai 2026 |
|  | 5            | 0            | 0            | 0            |   |   | mai 2026 | mai 2026 | mai 2026 | mai 2026 |
|  | 2            | 0            | 0            | 0            |   |   | mai 2026 | mai 2026 | mai 2026 | mai 2026 |
|  | 2            | 0            | 0            | 0            | 0 | 0 | 0        | 0        |          |          |
|  | mai 2026     |              |              |              | 0 | 0 | 0        | 0        |          |          |
|  |              |              | 0            | 0            | 0 | 0 |          |          |          |          |
|  | 4            | 0            | 0            | 0            | 0 | 0 | 0        | 0        |          |          |
|  | 4            | 0            |              |              |   |   |          | 0        |          |          |
|  | 3            | 0            | 0            | 0            |   |   |          |          |          |          |
|  | 3            | 0            | 0            | 0            |   |   |          |          |          |          |

#### Demi-finales
| Match aller | 5e du classement | – | 2e du classement | Stade du 5e du classement |
| mai 2026    |                  |   |                  |                           |
|             | [ Rapport]       |   |                  |                           |

| Match retour | 2e du classement | – | 5e du classement | Stade du 2e du classement |
| mai 2026     |                  |   |                  |                           |
|              | [ Rapport]       |   |                  |                           |

| Match aller | 4e du classement | – | 3e du classement | Stade du 4e du classement |
| mai 2026    |                  |   |                  |                           |
|             | [ Rapport]       |   |                  |                           |

| Match retour | 3e du classement | – | 4e du classement | Stade du 3e du classement |
| mai 2026     |                  |   |                  |                           |
|              | [ Rapport]       |   |                  |                           |

#### Finale
| Match aller |            | – |  |  |
| mai 2026    |            |   |  |  |
|             | [ Rapport] |   |  |  |

| Match retour |            | – |  |  |
| mai 2026     |            |   |  |  |
|              | [ Rapport] |   |  |  |

## Bilan de la saison
| Championnat d'Espagne féminin de football de deuxième division 2025-2026 |
| Champion                                                                 |
| Promotions et relégations                                                |
| Promus en Liga F                                                         |
| Relégués en Primera Federación FutFem                                    |
| Promus en Primera Federación FutFem                                      |
| Relégués en Segunda Federación FutFem                                    |